# Natsagiin Bagabandi

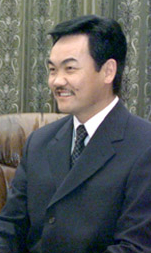
Natsagiin Bagabandi (2000)

Natsagiin Bagabandi (mongolisch Нацагийн Багабанди; * 22. April 1950 in Jaruu, Dsawchan-Aimag) ist Vorsitzender der mongolischen revolutionären Volkspartei (MRVP).

## Leben
Nachdem er in Uliastai seinen Schulabschluss absolviert hatte, studierte Bagabandi ab 1968 an der technischen Hochschule von Leningrad. Von 1972 bis 1975 arbeitete er als Mechaniker bei der Produktion von Bier und Wodka in Ulaanbaatar. 1975 begann er ein Studium am Institut für Lebensmitteltechnologie und wurde schließlich 1980 Technologieingenieur. Seit 1980 beteiligt er sich aktiv in der Politik der Mongolei, so dass er im selben Jahr als Propagandist und Führungskraft in der Zentralabteilung des Zentralkomitees der Mongolischen Revolutionären Volkspartei (MRVP) arbeitete. 1984 legte er seine Arbeit nieder und begann ein Philosophiestudium an der sozialwissenschaftlichen Akademie in Moskau, das er mit dem Doktortitel 1985 abschloss.
1992 wurde er Mitglied im mongolischen Parlament und zu dessen Vorsitzendem ernannt. Vorsitzender der MRVP ist er seit 1996. Von 1997 bis 2005 war er Staatsoberhaupt der Mongolei.